# Josefa Idem

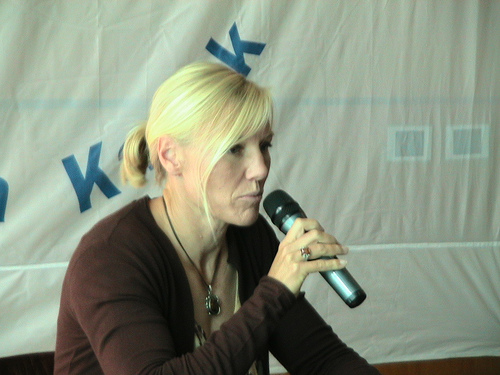
Josefa Idem (2007)

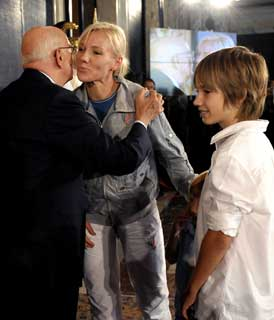
Josefa Idem mit dem Staatspräsidenten Giorgio Napolitano

Josefa Idem (* 23. September 1964 in Goch, Nordrhein-Westfalen) ist eine ehemalige deutsche und seit 1992 italienische Kanutin und Politikerin (Partito Democratico). Sie war von 2013 bis 2018 Mitglied des italienischen Senats sowie von April bis Juni 2013 Ministerin für Sport, Jugend und Chancengleichheit.

## Leben

### Sportliche Karriere
Idem startete ihre Kanukarriere mit elf Jahren beim Kanuverein KV 45 Herringen in Hamm und nahm 1977 im Alter von 14 Jahren das erste Mal an Europameisterschaften teil. Bei dem Endturnier in Plowdiw gewann sie die Goldmedaille über 200, 500 und 1000 Meter sowie eine Bronzemedaille im Doppel-Kajak (K-2) mit Rosetta Ravetta. Sie nahm mehrfach an den Kanu-Europa- und Weltmeisterschaften teil. Insgesamt gewann sie 22 Medaillen bei den Weltmeisterschaftswettbewerben, davon fünf Goldmedaillen. Sie war die erste italienische Sportlerin, die bei Kanu-Weltmeisterschaften eine Goldmedaille gewann. Bei den Weltmeisterschaften 2009 gewann sie die Bronzemedaille in der Disziplin K1-500 m, bei den Olympischen Sommerspielen 2012 in London beendete sie das Finale als Fünfte.

#### Ergebnisse bei Olympischen Spielen
Josefa Idem startete bei acht Olympischen Spielen und gehört damit zu den Sportlern mit den meisten Olympiateilnahmen überhaupt. 1984 und 1988 vertrat sie die Bundesrepublik Deutschland, danach startete sie für Italien.
- 1984
Zweier: Bronzemedaille (gemeinsam mit Barbara Schüttpelz)
Vierer: Platz 5 (mit Schüttpelz, Judith Skolnik und Regina Schmidt)
- 1988
Einer: Platz 9
Vierer: Platz 5 (mit Claudia Österheld, Andrea Martin und Ruth Domgörgen)
- 1992
Einer: Platz 4
- 1996
Einer: Bronzemedaille
- 2000
Einer: Goldmedaille
- 2004
Einer: Silbermedaille
- 2008
Einer: Silbermedaille
- 2012 
Einer: Platz 5

Im Finale der Olympischen Spiele 2008 wurde sie nur um vier Tausendstel Sekunden geschlagen.

### Politische Karriere
Für die italienischen Parlamentswahlen im Februar 2013 wurde sie vom Partito Democratico in der Region Emilia-Romagna auf den ersten Listenplatz für die Wahlen zum Senat gewählt. Nach erfolgreicher Wahl gehört sie dieser Parlamentskammer seit dem 4. März 2013 an. Am 28. April 2013 wurde sie zur Ministerin für Sport, Jugend und Chancengleichheit in der Regierung Letta ernannt. Unregelmäßigkeiten in Idems Steuererklärung für die Jahre 2008 bis 2011 führten Ende Juni 2013 zu scharfen Angriffen in der Presse und von politischen Gegnern auf ihre Person, woraufhin sie sich entschloss, ihren Rücktritt vom Ministeramt einzureichen. Dem Senat gehörte sie bis zum Ende der Legislaturperiode im März 2018 an. Dort war sie Mitglied des Ausschusses für Bildung und Kultur.

### Privates
Josefa Idem wuchs in Hamm auf und besuchte dort von 1974 bis 1980 das Gymnasium. Idem wechselte nach den Olympischen Spielen 1988 nach Italien. Dort trainierte sie bei Guglielmo Guerrini, den sie 1990 heiratete. Sie lebt mit ihrer Familie in der Nähe von Ravenna und wurde 1992 italienische Staatsbürgerin.